# Luminate
Luminate Data, LLC (до 2020 року — Nielsen SoundScan, потім MRC Data і P-MRC Data, з березня 2022 — Luminate) — компанія та система маркетингових досліджень для обліку продажів на музичному ринку США. Створене як спільне підприємство у 2020 році, воно об’єднало Nielsen Music, Alpha Data (раніше BuzzAngle Music) і Variety Business Intelligence (раніше TVtracker).

## Nielsen Music
Компанія Nielsen Music, заснована Майком Файном і Майком Шалеттом у 1991 році, щотижня збирає інформацію про споживання та продажі музики та надає цю інформацію щонеділі (для продажу альбомів) і щопонеділка (для продажу пісень) передплатникам, до яких належать звукозаписні компанії, видавничі фірми, роздрібні продавці музики, незалежні промоутери, кіно- та телекомпанії та менеджери виконавців. Це джерело інформації про продажі музичних чартів Billboard. Компанія управляє аналітичною платформою Music Connect, Music 360 і Broadcast Data Systems, яка була закрита у вересні 2022 року.
Nielsen SoundScan почав відстежувати дані про продажі Nielsen 1 березня 1991 року. У номері журналу Billboard за 25 травня були опубліковані чарти Billboard 200 і Country Album, засновані на «даних кількості штук», а перший чарт Hot 100, який дебютував із системою, був опублікований 30 листопада 1991 року. Раніше Billboard відстежував продажі, телефонуючи в магазини по всій території США та запитуючи про продажі — метод, який за своєю суттю був схильний до помилок і відкритий для прямого шахрайства. Дійсно, під час переходу від методів виклику до методів відстеження, чарти ефірів і продажів (які вже відстежував Nielsen) і Hot 100 (тоді ще використовувалась система дзвінків) часто не збігалися. Хоча більшість керівників звукозаписних компаній визнали, що новий метод був набагато точнішим за старий, мінливість чарту та його географічний баланс спочатку викликали глибоке занепокоєння, перш ніж зміни та ринкові зрушення, які вони викликали, були прийняті в усій галузі. Tower Records, друга за величиною роздрібна мережа країни, спочатку не була включена до вибірки, оскільки її магазини були обладнані іншою технологією для вимірювання продажів. Спочатку деякі керівники галузі скаржилися, що нова система, яка базується на високотехнологічному вимірюванні продажів, а не на оцінках співробітників магазину, базується на невідповідній вибірці, яка надає перевагу усталеним і звичайним компаніям, а не новачкам.
Асоціація звукозаписної індустрії Америки також відстежує продажі на довгостроковій основі через систему сертифікації RIAA. Вона ніколи не використовувала ні Nielsen SoundScan, ні метод виклику магазину.
Дані про продажі з касових апаратів збираються з 14 000 точок торгівлі, а також онлайн-магазинів, закладів, служб цифрової музики тощо у Сполучених Штатах, Канаді, Великобританії та Японії.
Вимоги для звітування про продажі в Nielsen Music полягають у тому, щоб магазин мав доступ до Інтернету та систему інвентаризації торгових точок (POS). Подання даних про продаж має бути у формі текстового файлу, що складається з усіх проданих UPC та кількості на UPC на щотижневій основі. Продажі, зібрані з понеділка по неділю або з неділі по суботу, звітуються щопонеділка та надаються передплатникам щосереди. Кожен, хто продає музичний продукт із власним UPC або ISRC, може зареєструвати цей продукт для відстеження.
Не всі роздрібні продавці беруть участь у програмі SoundScan, тому загальний обсяг продажів компакт-дисків прогнозується на основі зібраних даних за допомогою статистичних розрахунків, які називаються «зважуваннями». Це призначає множник для кожної категорії магазинів, щоб компенсувати кількість подібних магазинів, які не охоплені програмою вибірки. Продажі в кожній категорії відповідно множаться.
Така система є вразливою для експлуатації, якщо відомо, які магазини включені до програми. Деякі інді-лейбли, як повідомляється, цілеспрямовано націлювалися на потрібні магазини для стимулювання продажів на місці, щоб збільшити обсяг своїх продажів. Крім того, було виявлено, що інші лейбли відправляли коробки з компакт-дисками для сканування роздрібними продавцями, які брали участь в програмі.
Включення відстеження SoundScan до системи чартів Billboard було названо індустрією можливою причиною популяризації альтернативної музики на початку 90-х у Сполучених Штатах. Було висунуте пояснення, що в попередній системі викликів мало представлені маргінальні жанри. За допомогою SoundScan точніші дані про продажі альтернативної музики дозволили цим виконавцям займати вищі позиції в чартах Billboard, ніж раніше, а їхній успіх у чартах допоміг підвищити популярність жанру. Крім того, дані про продажі SoundScan швидко знайшли застосування у відділах просування на великих звукозаписних лейблах, щоб переконати музичних керівників радіостанцій грати треки популярних альтернативних виконавців, таких як Nirvana.

## Alpha Data
Alpha Data (раніше відома як BuzzAngle Music) була музичною аналітичною компанією, яка надавала статистику для музичної індустрії, включаючи продажі записів і потокове передавання музики.